# Cosmosoma lignicolor
Cosmosoma lignicolor är en fjärilsart som beskrevs av Rothschild 1911. Cosmosoma lignicolor ingår i släktet Cosmosoma och familjen björnspinnare. Inga underarter finns listade i Catalogue of Life.